# Martyn Jarrett

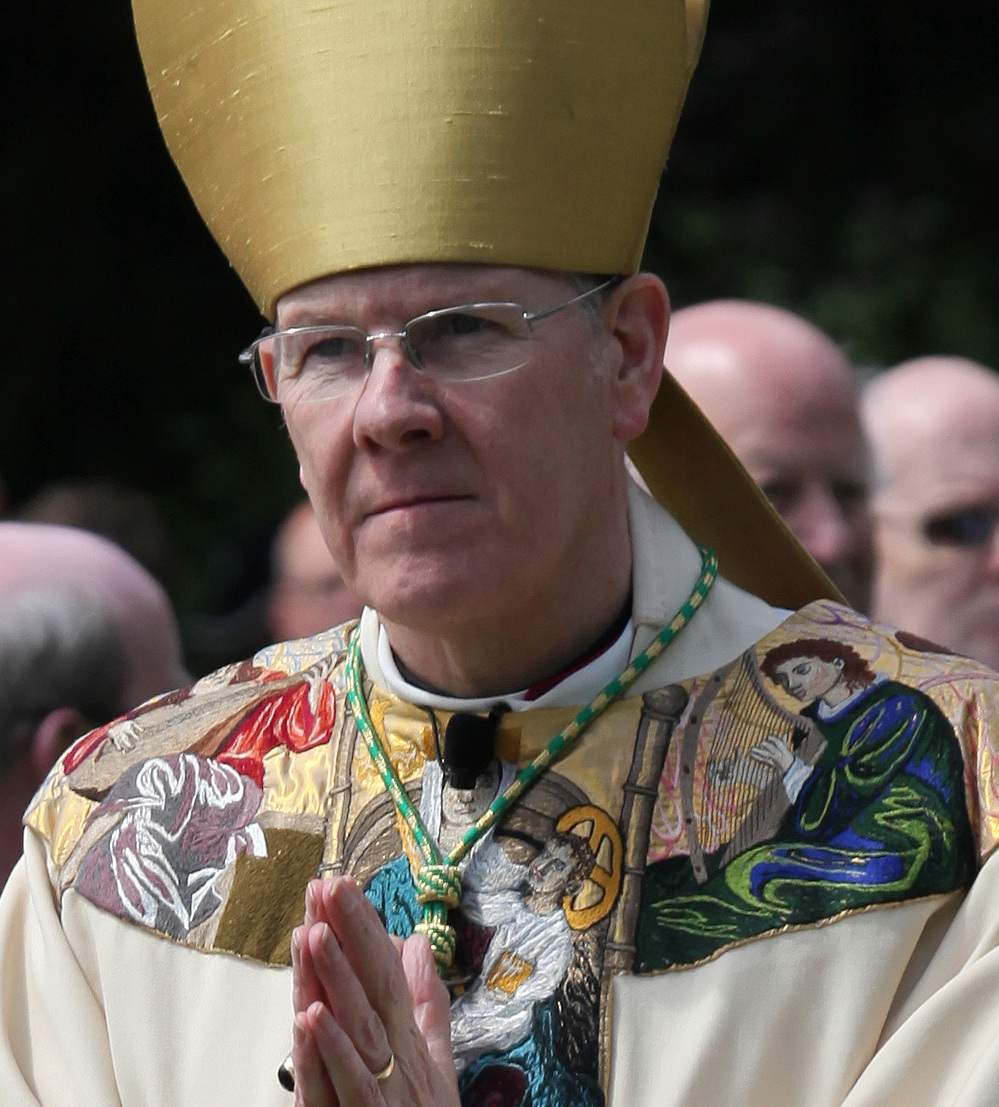
Martyn Jarrett (2012)

Martyn William Jarrett (* 25. Oktober 1944 in Kingsdown, Bristol, England) ist ein anglikanischer Bischof der Church of England.

## Leben und Karriere
Martyn Jarrett wurde an der Cotham Grammar School sowie dem King’s College in London unterrichtet. Er wurde 1969 zum Priester geweiht und ging als Kurat nach Swindon. Von 1985 bis 1991 arbeitete Jarrett als Beirat des Kirchenministeriums, wurde dann Vikar und anschließend zum Bischof geweiht.
Als Suffraganbischof bekleidete er ab 1994 das Amt in Burnley in der Diözese Blackburn sowie von 2000 bis 2012 das Amt in Beverley.

## Titel
- 1944–1970: Martyn Jarrett Esq
- 1970–1994: The Revd Martyn Jarrett
- 1994–2012: The Rt Revd Martyn Jarrett[4]